# Les Anonymes - Ùn' pienghjite micca
Pour le roman, voir Les Anonymes.
Les Anonymes - Ùn' pienghjite micca (Ùn' pienghjite micca signifie en langue corse : « ne pleurez pas ») est un téléfilm français réalisé par Pierre Schoeller et diffusé pour la première fois le 11 mars 2013 sur Canal+.

## Synopsis
Après l'assassinat du préfet Claude Érignac, le 6 février 1998 à Ajaccio, la Division nationale anti-terroriste (DNAT) arrête un groupe appelé les Anonymes. S'ensuivent 96 heures de garde à vue et une instruction judiciaire.

## Fiche technique
- Réalisation : Pierre Schoeller
- Scénario : Pierre Schoeller, Pierre Erwan Guillaume
- Directeur de la photographie : Julien Hirsch
- Producteur : Scarlett Production
- Pays : France
- Langues : français et corse
- Musique originale composée et dirigée par Philippe Schoeller, compositeur et chef d’orchestre

## Distribution
- Didier Ferrari : Alain Ferrandi
- Mathieu Amalric : Roger Marion
- Jérôme Pouly : Bourbane
- Chany Sabaty : Michèle Alessandri
- Claire Wauthion : Madame Érignac
- Olivier Gourmet : Le Bris
- Karole Rocher : Jeanne Ferrandi
- Pierre-Laurent Santelli : Marcel Istria
- Aurélia Petit : Juge Le Vert
- Olivier Claverie : Juge Bruguière
- Yannick Choirat : Destré
- Jean-Philippe Ricci : Yvan Colonna
- Cyril Lecomte : Pierre Alessandri
- Michel Albertini : l'avocat de Colonna
- Patrick Azam : Teillard
- Bruno Blairet : Julien
- Fabrice Cals : Renaud
- Jean-Henri Compère : Juge Thiel
- Rodolphe Congé : Freist
- Henri Costa : Joseph Versini
- Jean-Christophe Dantoing : Lambert
- Éric Franquelin : Claude Érignac
- Nathanaël Maïni : Didier Maranelli
- Marie-Pierre Nouveau : Valérie Dupuis (compagne de Didier Maranelli)

## Récompense
- Fipa d'or 2013 : Prix Jérôme Minet